# Sultanato de Néyed
El sultanato de Néyed (en árabe: سلطنة نجد‎, Salṭanat Najd) fue la segunda iteración del tercer estado saudí, de 1921 a 1926. Era una monarquía dirigida por la casa de Saúd. Esta versión del tercer estado saudí se creó cuando Abdulaziz bin Saúd, emir de Riad, se declaró sultán sobre Néyed y sus dependencias. En diciembre de 1925, el Reino de Hiyaz se rindió a las fuerzas de Abdulaziz, quien a partir de entonces fue proclamado rey de Hiyaz en enero de 1926 y fusionó sus dominios en el Reino de Hiyaz y Néyed.